# Francisco Vásquez de Coronado

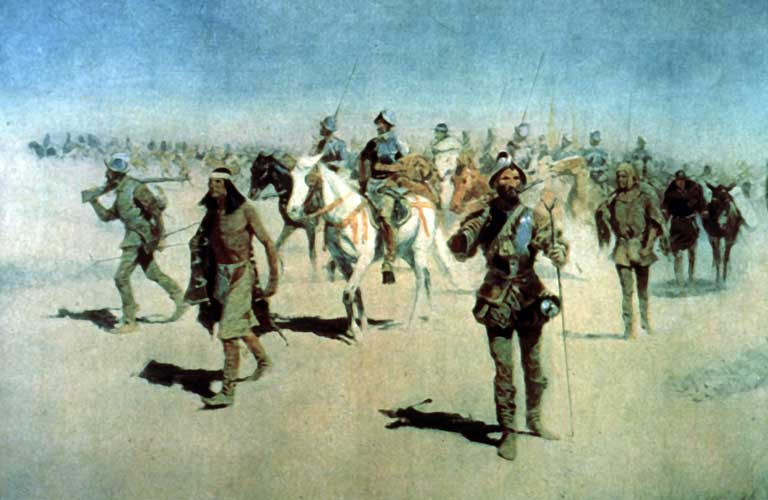
Norman Rockwell: Wyprawa Coronada

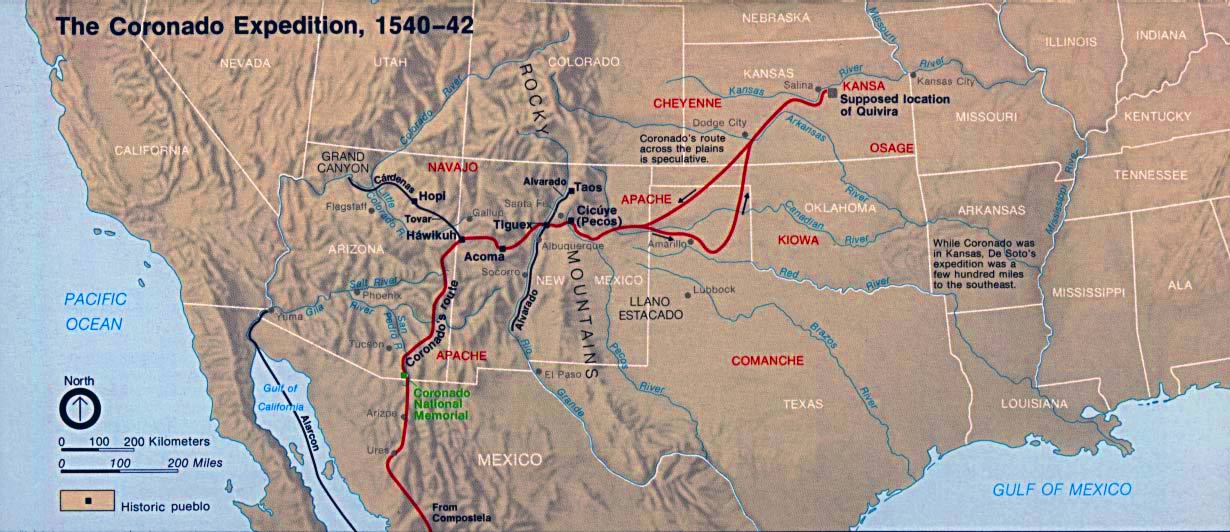
Wyprawa Coronada do Siedmiu Miast Ciboli 1540-1542

Francisco Vásquez de Coronado (ur. ok. 1510 w Salamance, zm. 22 września 1554 w Meksyku) – hiszpański konkwistador i odkrywca. Pierwszy eksplorator i odkrywca dzisiejszych stanów USA: Nowy Meksyk, Arizona, Kolorado i Kansas.
W roku 1540, na skutek wieści o Siedmiu Miastach Cibola, przyniesionych przez franciszkanina Marcosa z Nicei, wicekról Meksyku, Antonio de Mendoza, wysłał na północ ekspedycję pod wodzą Coronada, ówczesnego gubernatora prowincji Nueva Galicia. Oddziałowi 250 konnych i 70 pieszych towarzyszyło kilkuset Indian i stado bydła. Wyprawa z początku "maszerowała raźno", ale w połowie czerwca 1540 r., tuż przed dotarciem do pierwszych osad indiańskich (pueblo), ludzie niemal umierali z głodu. Kilku – nie bacząc na niebezpieczeństwo – zjadło pędy jakiejś rośliny, która okazała się trująca; zmarli wszyscy.
Wreszcie Hiszpanie dotarli do pierwszego puebla. Doszło do bitwy na przedpolach osiedla, a w konsekwencji do zdobycia zabudowań, gdzie napastnicy znaleźli to, co było w tym momencie dla nich najcenniejsze – kukurydzę, fasolę, mąkę, sól i wiele kur "większych niż te, które widzi się tutaj, w Nowej Hiszpanii". Informacje Coronado słane do wicekróla pełne były goryczy, bowiem żadnego złota nie znaleziono, a jedynie nieliczne turkusy, których łączna wartość nie pokrywała kosztów ekspedycji.
Kolejnym pueblem, do którego zaprosił Hiszpanów przyjaźnie nastrojony wódz, przezwany przez nich "Capitàn Bigotes"", czyli "Kapitan Wąs", było rozległe osiedle Cicuyé, dzisiaj zwane Pecos. Oto opis, jaki zostawił kronikarz ekspedycji Coronada, Castañeda:
"Cicuyé to miejscowość mająca 500 wojowników, którzy są postrachem całej okolicy. Położone jest w kształcie czworoboku na skale. Pośrodku znajduje się wielki dziedziniec wewnętrzny czy też plac zawierający piece". Domy są wszystkie jednakowe i mają po cztery piętra... Mieszkańcy przechwalają się, że nikt nie potrafi go zdobyć, natomiast oni, jeśli tylko zechcą, potrafią podbić każdą wieś". 
Stąd na północny wschód wyruszył niewielki oddziałek pod dowództwem Hernanda de Alvarado, który pierwszy dotarł do rzeki Rio Grande i miasta Acoma zbudowanego na niedostępnej skale, na którą można było dostać się tylko z jednej strony wąskimi i naturalnie obronnymi "schodami".
Inny oficer Coronada, García López de Cárdenas, wyruszył na północny zachód i po kilkunastu dniach wędrówki stanął nad brzegiem wielkiego kanionu rzeki Kolorado stając się tym samym jego odkrywcą.
Nie znalazłszy złota w Siedmiu Miastach Ciboli Coronado, omamiony opowieściami Indian o fantastycznych bogactwach miasta Quivira, wyruszył dalej na północny wschód przekraczając w połowie 1541 roku rzekę Arkansas i docierając w tym samym roku nad rzekę Kansas na – mniej więcej – środkowych obszarach dzisiejszego stanu o tej samej nazwie. I tam jednak nie znalazł żadnych bogactw, natomiast coraz częściej stykał się z wojowniczo nastawionymi plemionami indiańskimi. Straciwszy wielu ludzi postanowił zawrócić i w roku 1542 ponownie zjawił się w Culiacán w Meksyku, gdzie przed wyprawą pełnił funkcję gubernatora. 
W roku 1544 podał się jednak do dymisji (wyprawa do Siedmiu Miast Cibola doprowadziła go do ruiny finansowej) i osiedlił się w mieście Meksyk, gdzie w dziesięć lat później zmarł w nędzy.